# Янг, Алек
А́лек Янг (англ. Alec Young, известен также как А́лекс Янг, англ. Alex Young) — шотландский кёрлингист.
В составе мужской сборной Шотландии бронзовый призёр чемпионата мира 1969. Чемпион Шотландии среди мужчин.
Играл на позиции первого.
В 1969 перед чемпионатом мира Билл Мюрхед попросил Мюррея Мелвилла быть запасным в их команде (хотя в те годы запасной и не входил официально в состав команды), и помощь Мюррея оказалась кстати, когда игравший на позиции первого Алек Янг перед полуфиналом вышел из строя с приступом мигрени и Мюррей заменил его (однако в официальную статистику чемпионата не попал).

## Достижения
- Чемпионат мира по кёрлингу среди мужчин: бронза (1969).
- Чемпионат Шотландии по кёрлингу среди мужчин: золото (1969).

## Команды
| Сезон   | Четвёртый   | Третий         | Второй      | Первый        | Запасной            | Турниры            |
| ------- | ----------- | -------------- | ----------- | ------------- | ------------------- | ------------------ |
| 1968—69 | Билл Мюрхед | Джордж Хаггарт | Дерек Скотт | Алек Янг      | Мюррей Мелвилл (ЧМ) | ЧШМ 1969 · ЧМ 1969 |
| 1975—76 | Чак Хэй     | Джон Брайден   | Алек Янг    | Morris Morton |                     | [ 5 ]              |

(скипы выделены полужирным шрифтом)

## Частная жизнь
В 1969, на момент проведения чемпионата мира 1969, был фермером в шотландском округе Файф.